# 1982 Yuming Visual Volume2
『Yuming Visual Volume2』（ユーミン・ヴィジュアル・ヴォリューム2）は、松任谷由実（ユーミン） の2作目のライブビデオ。1982年10月21日に東芝EMIから15,000円にてリリースされた（VHS：TT15-1026HI、Beta：TT15-1026FI）。1985年10月19日に低価格（9,800円）にて再リリース（VHS：TT98-1123HI、Beta：TT98-1123FI）。現在までDVD化はされていない。

## 解説
- 1982年4月23日NHKホールで行われた「昨晩お会いしましょう」ツアーの模様を収録。
- このビデオに入っている「カンナ8号線」は、一曲目で歌われたものではなく、アンコールで歌われた2回目が収録されている。

## 収録曲
1. カンナ8号線
2. 14番目の月
3. 恋人がサンタクロース
4. よそゆき顔で
5. ひこうき雲
6. 真珠のピアス
7. 街角のペシミスト
8. メドレー（中央フリーウェイ～海を見ていた午後～グッドラック・アンド・グッドバイ～たぶんあなたはむかえに来ない～あの日にかえりたい～ベルベット･イースター～12月の雨～きっと言える～恋のスーパー･パラシューター）
9. ESPER
10. DESTINY

作詞・作曲：松任谷由実（#1,#3,#4,#6,#7,#9,#10）、荒井由実（#2,#5,#8）　編曲：新川博

## 参加ミュージシャン
- ドラム：重田真人
- ベース：石井治郎
- ギター：市川祥治
- キーボード：新川博
- コーラス：鈴木祥子、豊広純子